# Кабышев, Владимир Терентьевич
Влади́мир Тере́нтьевич Ка́бышев (18 декабря 1938, станица Староминская, Краснодарский край — 13 февраля 2023, Москва) — советский и российский учёный-правовед, доктор юридических наук, профессор, заслуженный деятель науки Российской Федерации, почётный работник высшего профессионального образования Российской Федерации.
Заведующий кафедрой конституционного и международного права ФГБОУ ВПО «Саратовская государственная юридическая академия» (1981—2017), академик Академии гуманитарных наук.

## Биография
Владимир Терентьевич Кабышев родился 18 декабря 1938 года в станице Староминской Староминского района Краснодарского края в рабочей семье.
- 1956 год — окончание средней школы.
- 1956 год — 1959 год — работа водителем Новоясенской МТС Староминского района Краснодарского края.
- 1959 год — 1963 год — учёба в Саратовском юридическом институте им. Д. И. Курского.
- 1963 год — 1965 год — старший следователь Первомайского РОВД города Краснодара.
- 1965 год — 1966 год — следователь Кировского РОВД, а затем старший следователь Управления милиции города Саратова.
- 1966 год — 1969 год — учёба в очной аспирантуре Саратовского юридического института им. Д. И. Курского.
- 27 декабря 1969 года — защита кандидатской диссертации на тему «Правовые институты и конституционные институты непосредственного социалистического народовластия в Советском государстве» под руководством профессора Фарбера И. Е. Оппонентами выступали доктор юридических наук, профессор Виленский Б. В., кандидат юридических наук, доцент Иванов А. П.
- 1970 год — 1972 год — выполняет обязанности заместителя декана, и. о. декана дневного факультета Саратовского юридического института им. Д. И. Курского.
- 3 марта 1980 года — защита докторской диссертации на тему «Конституционные проблемы народовластия развитого социализма» в Всесоюзном научно-исследовательском институте советского законодательства. Оппонентами выступали доктор юридических наук, профессор И. Н. Кузнецов, доктор юридических наук, профессор Г. В. Барабашев, доктор юридических наук, профессор Л. А. Григорян.
- 1981 год — 2017 год заведующий кафедрой конституционного и международного права Саратовской государственной академии права.
- 1993 год — председатель окружной избирательной комиссии по выборам депутатов Государственной Думы Федерального Собрания Российской Федерации.
- С 1994 года — действительный член Академии гуманитарных наук.
- 1994 год—1995 год — председатель избирательной комиссии Саратовской области.

Участвовал в разработке проектов законов «О конституционном надзоре в СССР» (1989), «О всенародном голосовании (референдуме) в СССР» (1990).
Руководитель авторского коллектива проекта Конституции РСФСР, признанного лучшим на конкурсе Конституционной комиссии Съезда народных депутатов РСФСР и награждённого почётной грамотой Председателя Верховного совета РСФСР (1991 год). Участник Конституционного Совещания 1993 года.
Член научно-консультативного совета при Конституционном Суде Российской Федерации. Член оргкомитета по подготовке и проведению празднования 20-летия Конституции Российской Федерации.
С 2017 года работал в должности профессора кафедры конституционного права Саратовской государственной юридической академии. Автор свыше 200 научных работ. Под руководством профессора В. Т. Кабышева подготовлено 46 кандидатов юридических наук, 8 докторов юридических наук.
Умер в Москве 13 февраля 2023 года.

## Семья
- Первая жена — Кабышева (в девичестве Кудасова), Виолетта Анатольевна — врач, была главным детским гематологом Саратовской области.
  - Сын — Кабышев, Сергей Владимирович (род. 4 сентября 1963, Саратов) — кандидат юридических наук, профессор МГЮУ, Заслуженный юрист РФ[7][8], депутат Государственной Думы РФ.
- Вторая жена — Кабышева (в девичестве Сдобнова), Любовь Георгиевна — судья в отставке[9].
  - Дочь — Кабышева, Елена Владимировна — юрист.

## Награды

### Государственные награды
- Орден Дружбы (17 июля 2019 года)[10]
- Медаль ордена «За заслуги перед Отечеством» II степени (11 октября 2009 года)[11]
- Медаль «Ветеран труда»
- Заслуженный деятель науки Российской Федерации (30 июля 1999 года)[12]

### Ведомственные награды
- Знак «Почетный работник высшего профессионального образования Российской Федерации» (20 марта 1997 года)
- Благодарность Центральной избирательной комиссии Российской Федерации (22 декабря 2013 года)[13]

### Региональные награды
- Почетный знак Губернатора Саратовской области «За любовь к родной земле» (11 декабря 2018)[14]
- Почетная грамота Губернатора Саратовской области (30 декабря 2008)[15]
- Почетная грамота Саратовской областной Думы (26 ноября 2008)[16]

## Избранные публикации

### Монографии, учебные пособия
- Кабышев В. Т., Заметина Т. В. Россия-Крым-Севастополь: конституционно-правовое исследование. М.: Издательский Дом Городец, 2016—226 С. — ISBN 978-5-906815-45-3
- Кабышев В. Т. Конституционное право России: Учебник. СГЮА: Саратов. 2016. — 364 с. — ISBN 978-5-7925-1188-3
- Кабышев В. Т. С Конституцией по жизни. — М.: Формула права, 2013. — 320 с. — ISBN 978-5-8467-0081-9
- Кабышев В.Т. Избирательное право и избирательный процесс России: Курс лекций. СГЮА: Саратов. 2013. 280 С. — ISBN 978-5-7924-1043-5
- Кабышев В. Т., Гавриленко В. И. Конституционное право России: учебно-методический комплекс. — Саратов: СГАП, 2008. — 166 с. — ISBN 978-5-7924-0696-4.
- Кабышев В. Т. Саратовская научная школа конституционного права: [сборник] / В. Т. Кабышев. — 2-е изд., перераб. и доп. — М.: Формула права, 2006. — 256 с. — ISBN 5-8467-0039-X.
- Кабышев В. Т. Конституционное право России: Учеб.-метод. пособие. — 7-е изд., перераб. и доп. — Саратов: СГАП, 2005. — 170 с. — ISBN 5-7924-0287-6.
- Кабышев В. Т. Прямое народовластие в Советском государстве. — Саратов: СГУ, 1974. — 147 с.
- Кабышев В. Т., Корнукова Е. В. Конституционное правосудие в Российской Федерации: учебно-методическое пособие. — 2-е изд., доп. — Саратов: СГАП, 2006. — 56 с.
- Кабышев В. Т. Народовластие развитого социализма. Конституционные вопросы / И. Е. Фарбер. — Саратов: СГУ, 1979. — 143 с.
- Кабышев В. Т. и др. Советское государственное право. — Саратов, 1979.
- Кабышев В. Т. и др. Конституционное право России. Лекции. — Саратов, 1995.
- Кабышев В. Т. Конституционное право субъектов Российской Федерации. — М., 2002.
- Кабышев В. Т., Комкова Г. Н. Запрет дискриминации в российском и международном праве. — Саратов: ПАГС имени П. А. Столыпина, 2003. — 122 с. — ISBN 5818001229.
- Кабышев В. Т., Ерёменко Ю. П. Личность и власть: конституционные вопросы [межвузовский сборник научных работ]. — Ростовская высшая школа МВД РФ, 1995. — 192 с. — ISBN 5865240102.
- Кабышев В. Т., Мамонов В. В. Конституционные основы национальной безопасности России. — Саратов: СГУ, 2002. — 210 с. — ISBN 5292028606.
- Кабышев В. Т., Ерёмин А. Р. Реализация права человека и гражданина на местное самоуправление в Российской Федерации: конституционные вопросы. — Саратов: СГУ, 2003. — 277 с.
- Кабышев В. Т. и др. Реализация конституции России: межвузовский научный сборник. — Саратов: СГАП, 1994. — 112 с.
- Кабышев В. Т., Хижняк В. С. Право человека на информацию: механизм реализации. — Саратов: СГУ, 1998. — 64 с. — ISBN 5292021954.
- Кабышев В. Т. и др. Политология / Н. И. Матузов. — М.: Юристъ, 1999. — 774 с. — (Institutiones). — 10 000 экз. — ISBN 5797501635.

### Статьи
- Кабышев В. Т. Конституция новой России (К 25-летию Саратовского проекта Конституции России) // Государство и право. 2016. № 6. С. 31-36.
- Кабышев В. Т. Становление конституционного строя России // Конституционное развитие России: Межвуз. науч. сб. — Саратов, 1993.
- Кабышев В. Т. Человек и власть: конституционные принципы взаимоотношений // Личность и власть (конституционные вопросы): Межвуз. сб. науч. раб. — Ростов-н/Д., 1995.
- Кабышев В. Т. Конституционная система власти в современной России // Вестник Саратовской Государственной академии права. — 1998. — № 3.
- Кабышев В. Т. Российский конституционализм на рубеже тысячелетий // Правоведение. — 2001. — № 4. — С. 62
- Кабышев В. Т. Конституция России — правовая основа модернизации общества и государства // Конституция РФ и современное законодательство: проблемы реализации и тенденции развития: Матер. науч.-практ. конф.. Ч. 1. — Саратов, 2003.
- Кабышев В. Т. К вопросу об истории науки конституционного права постсоветской России. Часть 4 // Конституционное развитие России: Межвузовский сб. науч. ст. / под ред. В. Т. Кабышева. Вып. 8. — Саратов: СГАП.
- Саратовский проект Конституции России / Предисл. В. Т. Кабышева. — М.: Формула права, 2006. — 64 с.
- Кабышев В. Т. Конституционная парадигма России на рубеже тысячелетий // Журнал российского права. — 2008. — № 12. — C. 43-51.
- Кабышев В. Т. Психология власти: конституционно-правовой механизм реализации // Конституционное и муниципальное право.— 2019. — № 2. — C. 3-9.
- Кабышев В. Т. Антиконституционализм и Анти-Россия в государственно-правовых пророчествах Ивана Ильина // Конституционное и муниципальное право. — 2022. — № 9. — C. 3-6.

## Память
Его именем названа кафедра конституционного права Саратовской государственной юридической академии.
Саратовским региональным отделением Ассоциации юристов России учреждена именная региональная правовая премия В. Т. Кабышева.
Саратовской государственной юридической академией учреждены именные стипендии В. Т. Кабышева.

### Биография
- Щерба С. П., Крутских В. Е., Вайпан В. А. и др. Современные российские юристы. Кто есть кто в юридической науке и практике: справочник. — 3-е изд., перераб. и доп. — М.: Юстицинформ, 2004. — 543 с. — ISBN 5-7205-0513-X.
- Сырых В. М. Видные ученые-юристы России (Вторая половина XX века). Энциклопедический словарь биографий. — М.: РАП, 2006. — 548 с. — ISBN 5939160565.
- 60—летие Владимира Терентьевича Кабышева // Правоведение : журнал. — 1999. — № 1. — С. 301.
- Видный российский ученый и педагог отмечает 75-летие // Конституционное и муниципальное право : журнал. — 2013. — № 12. — С. 2—3.
- Владимиру Терентьевичу Кабышеву — 75 лет // Государство и право : журнал. — 2013. — № 12. — С. 116—118.
- К 70-летию Владимира Терентьевича Кабышева // Правовая культура : журнал. — 2008. — № 2. — С. 168—172.
- Эбзеев Б. С. К юбилею доктора юридических наук, профессора, заслуженного деятеля науки РФ, почетного работника высшего образования России Владимира Терентьевича Кабышева // Государство и право : журнал. — 2018. — № 12. — С. 166—171.
- Заметина Т. В. К юбилею ученого и педагога (профессору Владимиру Терентьевичу Кабышеву — 80 лет) // Вестник СГЮА : журнал. — 2018. — № 6. — С. 263—266.
- Заметина Т. В. Учение профессора В. Т. Кабышева о конституционализме // Государство и право. 2024. № 2. С. 178—184.

### Критика взглядов В. Т. Кабышева
- Ржевский В. А., Бондарь Н. С. В. Т. Кабышев. Народовластие развитого социализма. Конституционные вопросы. Изд-во Саратовского ун-та, 1979, 145 с.:(Рецензия) // Правоведение : журнал. — 1980. — № 4. — С. 93—95.
- Кондрашев А. А. В. Т. Кабышев. С Конституцией по жизни. Избранные научные труды. М.: Формула права, 2013. 320 с.: (Рецензия) // Государство и право : журнал. — 2014. — № 12. — С. 115—117.
- Бондарь Н. С. На изломе конституционных эпох (о творческом пути профессора В. Т. Кабышева) // Вестник СГЮА : журнал. — 2014. — № 1. — С. 17—24.
- Липчанская М. А., Заметина Т. В. Развитие конституционных идей в трудах профессора В. Т. Кабышева // Конституционное и муниципальное право : журнал. — 2019. — № 1. — С. 70—73.
- Садовникова Г. Д. Рецензия на книгу: Кабышев В. Т., Заметина Т. В. Россия — Крым — Севастополь: Конституционно-правовое исследование: Монография. — М.: Городец, 2016. — 226 с. // Российский юридический журнал : журнал. — 2017. — № 2. — С. 219—222.
- Пряхина Т. М. Служение Конституции. Рецензия на монографию: Кабышев В. Т. С Конституцией по жизни. Избранные научные труды. — М.: Формула права, 2013. — 320 с. // Вестник СГЮА : журнал. — 2014. — № 5. — С. 239—244.
- Фадеев В. И. Фактическая конституция профессора В. Т. Кабышева // Вестник СГЮА : журнал. — 2014. — № 1. — С. 25—32.